# Trichobranchus glacialis
Trichobranchus glacialis är en ringmaskart som beskrevs av Anders Johan Malmgren 1866. Enligt Catalogue of Life ingår Trichobranchus glacialis i släktet Trichobranchus och familjen Trichobranchidae, men enligt Dyntaxa är tillhörigheten istället släktet Trichobranchus och familjen Terebellidae. Arten är reproducerande i Sverige. Utöver nominatformen finns också underarten T. g. antarcticus.